# Batalla de Demetrias
La Batalla de Demetrias fue un combate en el mar de Demetrias en Grecia a inicios de 1270 entre una flota bizantina y las fuerzas reunidas de los barones latinos de Eubea (Negroponte) y Creta. La batalla fue feroz, e inicialmente estaba a favor de los latinos, pero la oportuna llegada de refuerzos bizantinos inclinó la balanza, dando como resultado una aplastante victoria bizantina.

## Antecedentes
Como consecuencia de la Cuarta Cruzada y la disolución del Imperio bizantino en 1204, el Mar Egeo, una vez corazón naval de Bizancio, fue dominada por una variedad de principados latinos, protegidos por el poderío naval de la República de Venecia. Después de la reconquista de Constantinopla y la restauración del Imperio bizantino en 1261, una de las principales prioridades del emperador bizantino Miguel VIII Paleólogo era el de defender su capital de un ataque veneciano. En consecuencia, buscó una alianza con el principal antagonista de Venecia, la República de Génova, mientras comenzaba a construir su propia armada.
Con la ayuda de su nueva flota, en 1263 Paleólogo envió una expedición a Morea, contra el Principado de Acaya. En el momento de la victoria, las fuerzas terrestres bizantinas fueron sorprendidas y derrotadas, mientras que la armada aliada bizantino-genovesa sufrió una dura derrota por una armada veneciana numéricamente inferior en la Batalla de Settepozzi.  Esto llevó a Miguel a abandonar su alianza con los genoveses, quien inició un acercamiento con Venecia, y que condujo a un tratado en 1267. Con la neutralidad de Venecia, la principal amenaza para los intereses imperiales en el mar Egeo eran los corsarios lombardos con su base en Negroponte. La isla fue atacada varias veces por la armada bizantina bajo Alejo Filantropeno, pero este no consiguió progresos importantes. Sólo a partir de 1273, con la ayuda del renegado latino Licario, hizo avanzar a las fuerzas bizantinas, capturando una serie de fortalezas en la isla.
A inicios de 1270 (la fecha exacta es incierta, los investigadores modernos la colocan en 1272/1273 o 1274/1275), Miguel VIII Paleólogo inició una gran campaña contra Juan I Ducas, gobernante de Tesalia. Esta iba a ser dirigida por su propio hermano, el déspota Juan Paleólogo. Para impedir toda ayuda que viniera a él de los principados latinos, Miguel también envió una flota de 73 barcos, dirigidos por Filantropeno, para hostigar sus costas. El ejército bizantino, sin embargo, fue derrotado en la Batalla de Neopatria con la ayuda de tropas del Ducado de Atenas. Al oír estas noticias, los señores latinos se animaron y decidieron atacar a la armada bizantina, anclada en el puerto de Demetrias.

## La batalla
Los números de las flotas opositoras no son claras. Para los bizantinos, Nicéforo Grégoras escribe de «más de 50» barcos, mientras que el italiano Marino Sanudo menciona 80 barcos imperiales. La flota latina, compuesta de lombardos y barcos venecianos de Negroponte y venecianos que tenían en Creta, es diverso desde los 30 (según Grégoras) a los 62 (según Sanudo) barcos. En cualquier caso, todas las fuentes confirman que la flota latina era numéricamente inferior en un tercio. Cabe señalar que, como consecuencia de su tregua con los bizantinos, los venecianos de Negroponte mantuvieron una postura neutral, aunque algunos de ellos se unieron a la flota latina como individuales.
La flota latina tomo a los bizantinos por sorpresa, y su ataque inicial fue tan violento que hizo un buen progreso. Sus barcos, en la que altas torres de madera habían sido erigidas, y con la ventaja, muchos marineros y soldados bizantinos fueron asesinados o ahogados. Justo cuando el triunfo parecía al alcance de los latinos, sin embargo, llegaron refuerzos dirigidos por el déspota Juan Paleólogo. Mientras se retiraban de Neopatria, el déspota se había enterado de la inminente batalla. Reunió a los hombres que pudo, cabalgó en una noche 40 millas y llegó a Demetrias justo cuando la flota bizantina estaba empezando a flaquear.
Su llegada aumentó la moral de los bizantinos, y los hombres de Paleólogo, transportados a bordo de los buques por los barcos pequeños, comenzaron a reponer sus bajas y cambiar el rumbo. La batalla continuó durante todo el día, pero al caer la noche, todos menos dos buques latinos habían sido capturados. Las bajas latinas fueron pesadas, e incluyó el triarca de Negroponte Guglielmo II da Verona. Muchos otros nobles fueron capturados, entre ellos el veneciano Fillippo Sanudo, que probablemente era el comandante general de la flota.

## Consecuencias
La victoria en Demetrias hizo recorrer un largo camino para mitigar el desastre de Neopatria para los bizantinos. También marcó el comienzo de una ofensiva sostenida en todo el Egeo: por 1278, Licario había sometido a toda Eubea excepto por su capital, Calcis, y para 1280, como gran almirante (megaduque) de la armada bizantina, él había recuperado la mayor parte de las islas del mar Egeo para el imperio. Sin embargo, sus logros no duraron mucho tiempo después de su desaparición de la historia en torno a 1280. En Eubea, las importantes ganancias de Licario y su feudo personal, los fuertes bizantinos fueron gradualmente retomados por los lombardos, hasta que se recuperó la isla entera para 1296.